# Notenkraker (vogel)
De notenkraker (Nucifraga caryocatactes) is een vogel uit de familie van de kraaien (Corvidae). Deze vogel is in Nederland een invasiegast; in België broedt de soort in beperkte mate.

## Etymologie en taxonomie
De wetenschappelijke naam van de soort werd in 1758 als Corvus caryocatactes gepubliceerd door Carl Linnaeus. Twee jaar later plaatste Mathurin Jacques Brisson de soort in het geslacht Nucifraga. Nucifraga is samengesteld uit het Latijnse nux (= noot) en frangere (= breken). Caryocatactes is een samenstelling van de Oudgriekse woorden κάρυον, karuon (= noot) en καταγνύναι, katagnunai (= breken). Dit is dus dubbelop, en wordt emfatische ofwel benadrukkende naamgeving genoemd.
De nominaatondersoort Nucifraga caryocatactes caryocatactes of diksnavelnotenkraker komt voornamelijk voor in de boreale naaldboomgordel van Scandinavië tot aan de Oeral en in de berggebieden van Midden en Zuidoost-Europa. De ondersoort Nucifraga caryocatactes macrorhynchos of Siberische notenkraker komt voor in de taiga van Siberië tot aan de Pacifische kust. macrorhynchos is een samentrekking van het Oudgriekse μακρός, makros (= groot of lang) en ῥύγχος, rhugchos (= bek of snavel).

## Kenmerken
Afmeting 32–35 cm, spanwijdte 49-53. De afmeting is vergelijkbaar met zijn naaste familielid de Gaai, die echter een langere staart en iets langere vleugels heeft. Gezonde volwassen vogels wegen ongeveer 150-200 gram.

## Invasiegast
Het is vooral de Siberische ondersoort macrorhynchos die in sommige jaren als invasievogel in herfst en winter naar Nederland komt. Dit soort invasies wordt meestal veroorzaakt door voedselgebrek, hoewel invasies die vrijwel geheel uit eerstejaars vogels bestaan ook wijzen op een uitzonderlijk goed broedjaar. De laatste grote invasie in Nederland vond plaats in 1968 toen waarschijnlijk meer dan 10.000 notenkrakers het land bezochten. Minder talrijke invasies vonden plaats in 1971, 1977, 1985 en 1991.
Het opvallende van deze invasies is, dat meestal geen terugtrek wordt waargenomen. Het lijkt erop, dat veel vogels hier door voedselgebrek sterven. In 1968 zijn er bijvoorbeeld bij erkende preparateurs ongeveer 800 dieren aangeboden om te laten opzetten.
Opvallend is, dat de vogels vaak bijzonder tam zijn. Sommige eten zelfs uit de hand en komen een huis binnen. Ook begeven ze zich vaak dicht in de buurt van boeren of boswerkers om de verstoorde insecten te vangen.

## Voedsel en gedrag
Het voedsel bestaat voornamelijk uit zaden van diverse naaldbomen zoals Siberische den (Pinus sibirica), Alpenden (Pinus cembra), Macedonische den (Pinus peuce) en Hazelaar (Corylus avellana). De relatie met de Siberische den en alpenden is opmerkelijk. Sommige onderzoekers spreken in dit opzicht van een symbiotisch verband. De zaden van deze dennen zijn niet gevleugeld en nogal zwaar (0.3g), waardoor ze onmogelijk door de wind verspreid kunnen worden. Hier komt de Notenkraker te hulp, omdat deze de gewoonte heeft voorraden van deze zaden aan te leggen voor het winterseizoen. De alpenden heeft op die manier veel van zijn habitat weer kunnen innemen nadat hij eerst door de mens was gekapt. In Siberië is waargenomen hoe hele stukken bos binnen een week van zaadkegels ontdaan kunnen zijn. De vogels verstoppen de zaden net als Gaaien in (meestal ondergrondse) bergplaatsen. Ze zoeken voedsel in een groot gebied rondom het territorium, maar de bergplaatsen zitten allemaal binnen het territorium. Om de zaden te vervoeren beschikken de vogels over een krop onder de tong, waarin ze een aantal zaden kunnen vervoeren. Maximaal worden ongeveer 200 zaden tegelijk vervoerd, wat dus 60 gram weegt. Ook is een keer een vogel gevangen met 26 hazelnoten in de krop, deze noten worden echter meestal met 10-15 stuks tegelijk vervoerd. Het lijkt erop, dat de vogels meestal alle zaden uit een enkele kegel (40-60 stuks) in de krop bergen en vervolgens hiermee naar het territorium terugvliegen om ze in een aantal bergplaatsen te verstoppen. Dit vaak in twee stappen, waarbij eerst de hele voorraad uit de krop in een tijdelijke bergplaats wordt gelegd en vervolgens van hieruit kleinere porties over de uiteindelijke bergplaatsen verdeeld worden. Deze bergplaatsen bevatten dan 2 tot 50 zaden (gemiddeld 12). Geschat wordt, dat iedere vogel zo’n 100.000 (50.000 – 250.000) zaden verstopt, waarvan hij ongeveer er ongeveer 27.000 nodig heeft om te overleven.
Waarnemingen aan individuen toonden aan, dat de vogels in ongeveer 65% van de gevallen rechtstreeks naar een bergplaats vliegen en de zaden eruit halen. Na enig zoeken wordt 80-90% van de bergplaatsen gevonden. Een vogel in Siberië vond binnen 15 minuten 8 bergplaatsen. Eenmaal werd vastgesteld, dat een vogel een bergplaats terugvond 17 maanden, nadat deze gemaakt was. Ook sneeuwbedekking (tot zelfs meer dan 1 meter) is geen onoverkomelijke hindernis bij het terugvinden van de bergplaatsen.

## Voortplanting
De band binnen een paartje is vermoedelijk voor het leven.
Ze leggen meestal 3 à 4 eieren. Beide vogels bebroeden de eieren, duur van het broeden ±18 dagen. Het aandeel mannetje is met 32% iets minder; dit komt doordat het vrouwtje meestal de nacht op het nest doorbrengt. De jongen worden door beide ouders verzorgd. Tot 15 dagen na het uitkomen worden ze warm gehouden door beurtelings een van de ouders, daarna alleen ’s nachts en bij slecht weer. Na 21 dagen kunnen ze op de nestrand komen en als ze ongeveer 25 dagen oud zijn lokken de oudervogels ze het nest uit, wat gemiddeld na 28 dagen lukt. Hierna blijven ze de eerste dagen in een boom vlak bij het nest zitten. De jongen worden tot een leeftijd van 120 dagen (gemiddeld ongeveer 100 dagen) door de ouders verzorgd. Het voeden van de jongen is een tijdrovend karwei, omdat de oudervogel eerst een zaadje uit zijn krop naar zijn snavel moet manoeuvreren. Hierna moet, om te vermijden dat het zaad in de krop van het jong komt, de ouder zijn snavel diep in de geopende snavel van het jong steken alvorens het zaad los te laten. Naarmate de jongen groter worden moet de ouder hierbij steeds dieper doorsteken.
De vogels zijn in beperkte mate territoriaal. Het lijkt erop dat ze hun naaste buren herkennen en deze minder agressief benaderen dan vreemde soortgenoten. Bij het nest worden ook roofvogels en gaaien verjaagd. Indien mogelijk blijft een paartje het eenmaal gekozen territorium trouw. Een paartje in Zweden kwam minimaal 14 jaar in hetzelfde territorium broeden.

## Verspreiding en leefgebied

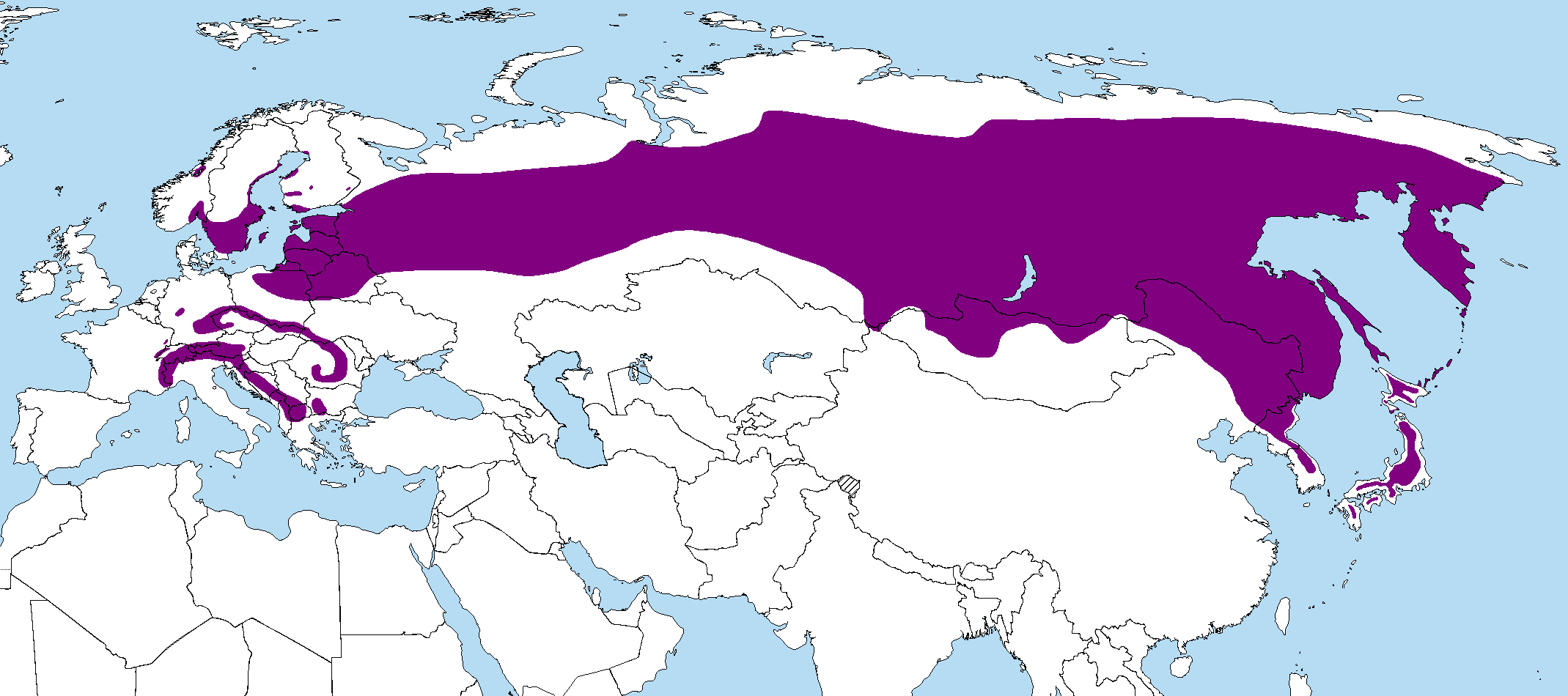
Verspreidingsgebied van de notenkraker
----
Nucifraga caryocatactes caryocatactes
leefgebied (paars)
----
Nucifraga caryocatactes hemispila
leefgebied (bruin)
----
Nucifraga multipunctata
leefgebied (roze)

De notenkraker komt algemeen voor in de Alpen, Scandinavië, de Balkan, de Karpaten en Noordoost-Europa; er worden vier ondersoorten onderscheiden:
- Nucifraga c. caryocatactes (diksnavelnotenkraker): Europa.
- N. c. macrorhynchos (Siberische notenkraker): van het Oeralgebergte tot oostelijk Siberië en noordoostelijk China.
- N. c. rothschildi: van Kazachstan tot noordwestelijk China.
- N. c. japonica: de Koerilen en noordelijk Japan.

Sinds IOC release 14.2 (2024) onderscheiden Gill, Rasmussen en Donsker  Nucifraga hemispila als aparte soort met vier ondersoorten:
- Nucifraga h. hemispila: de noordwestelijke en centrale Himalaya.
- N. h. macella: van de oostelijke Himalaya tot centraal en zuidelijk China en noordelijk Myanmar.
- N. h. interdicta: noordelijk China.
- N. h. owstoni: Taiwan.

## Galerij

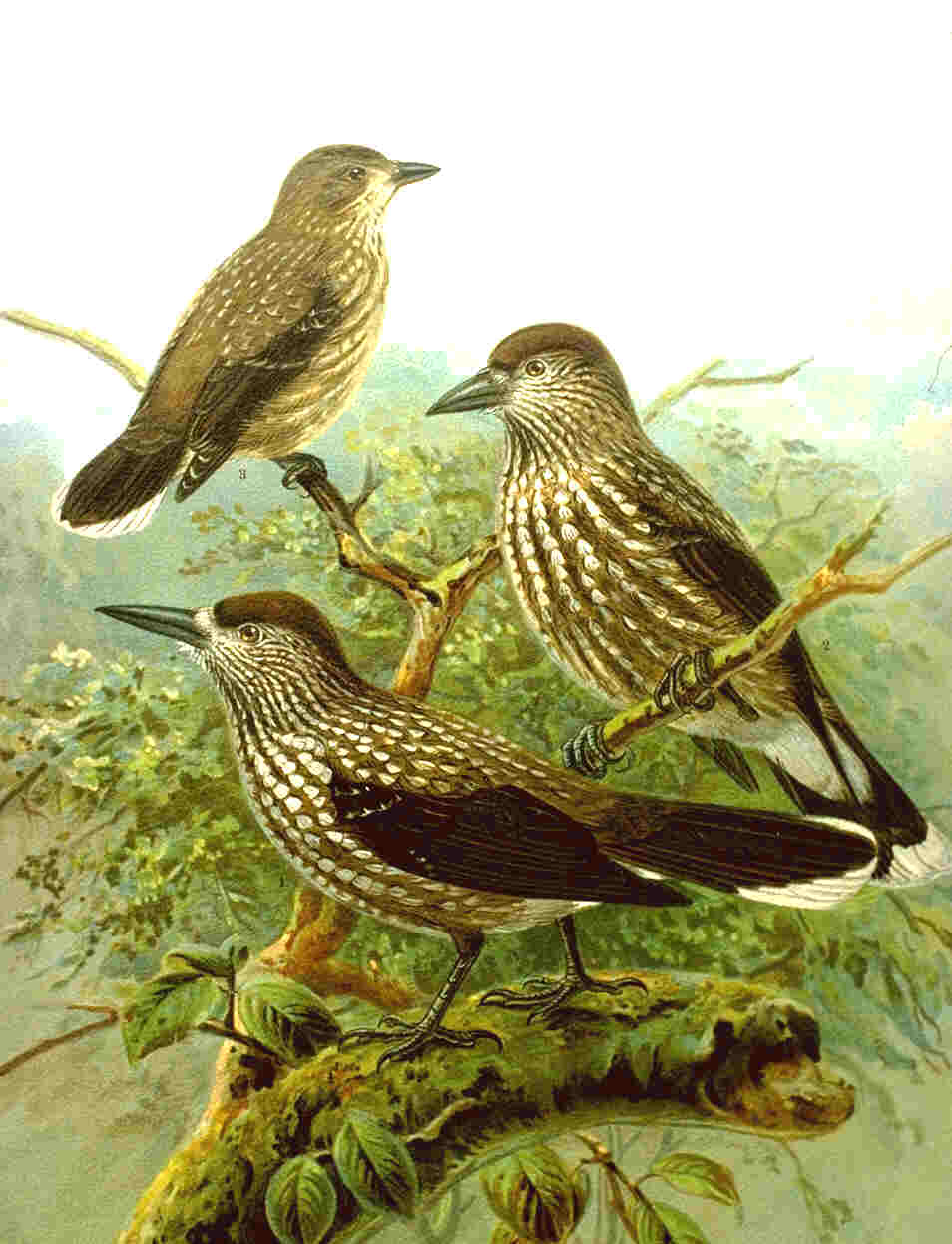
Nucifraga caryocatactes (1901), Naumann, Naturgeschichte der Vögel Mitteleuropas
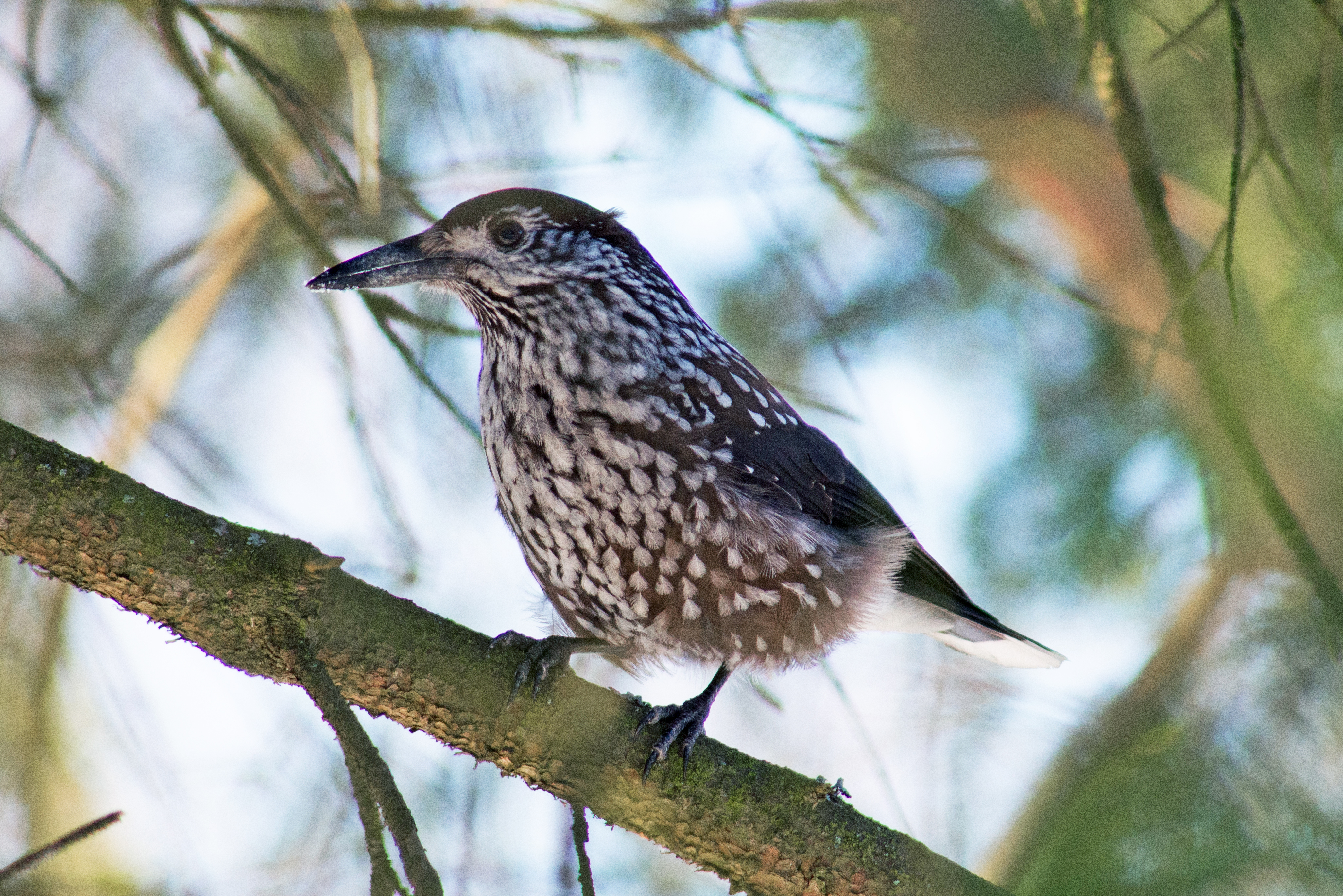
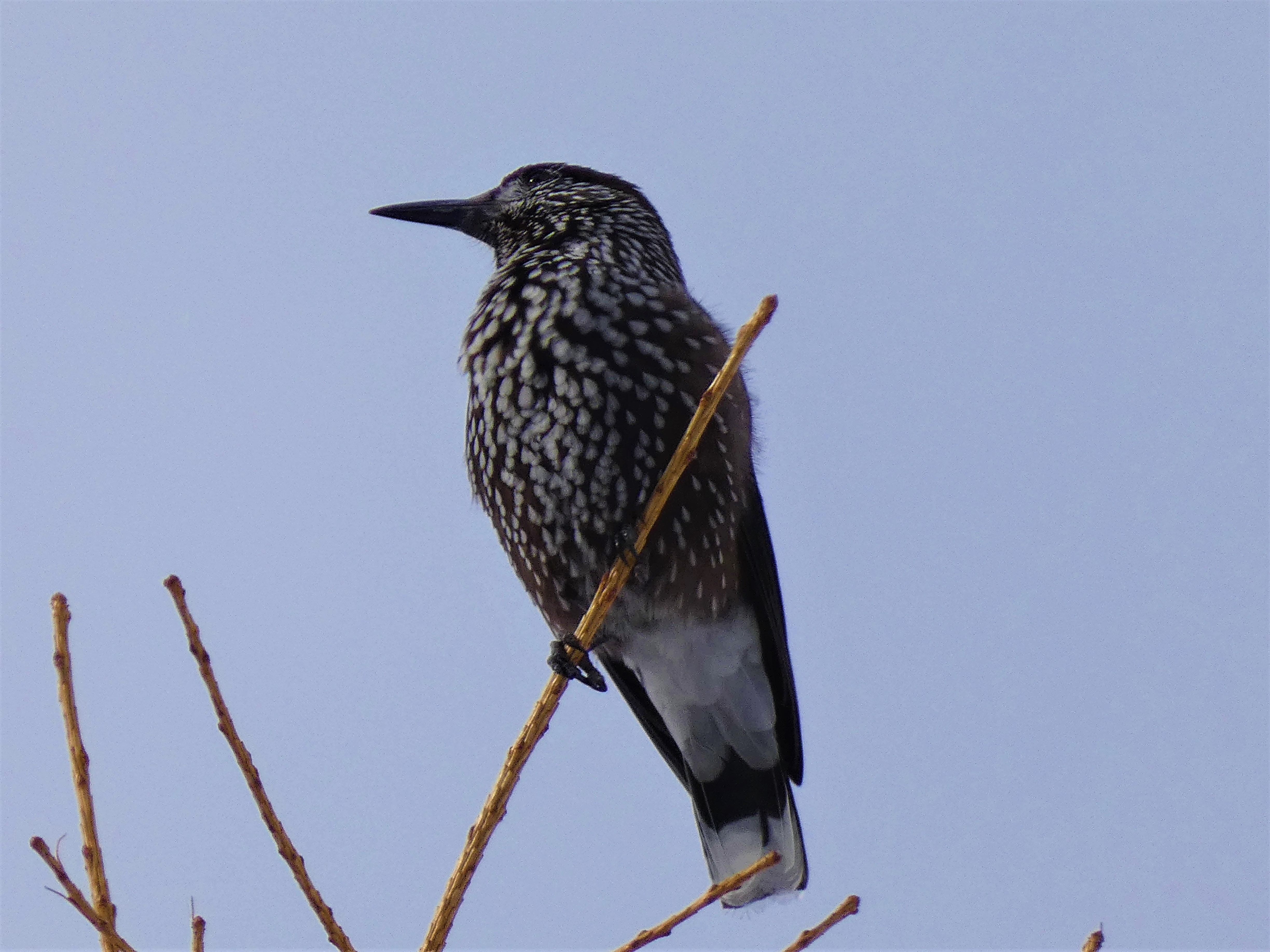
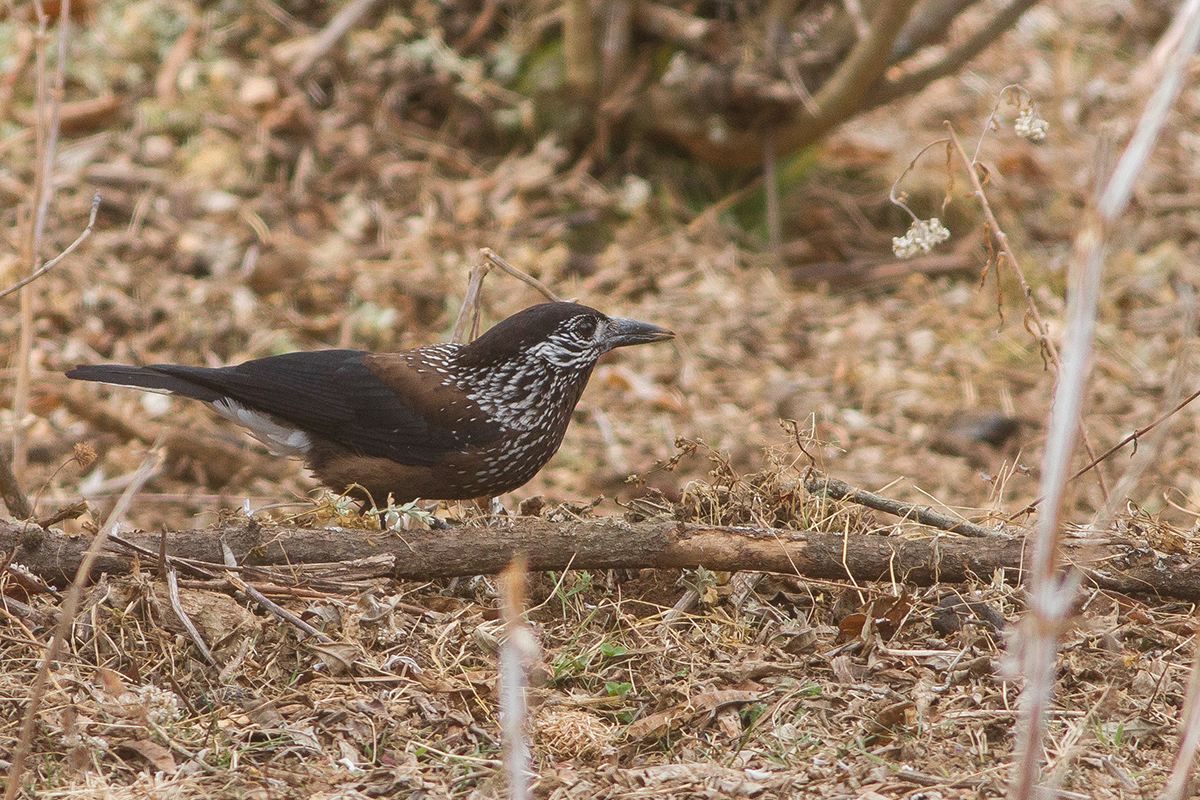
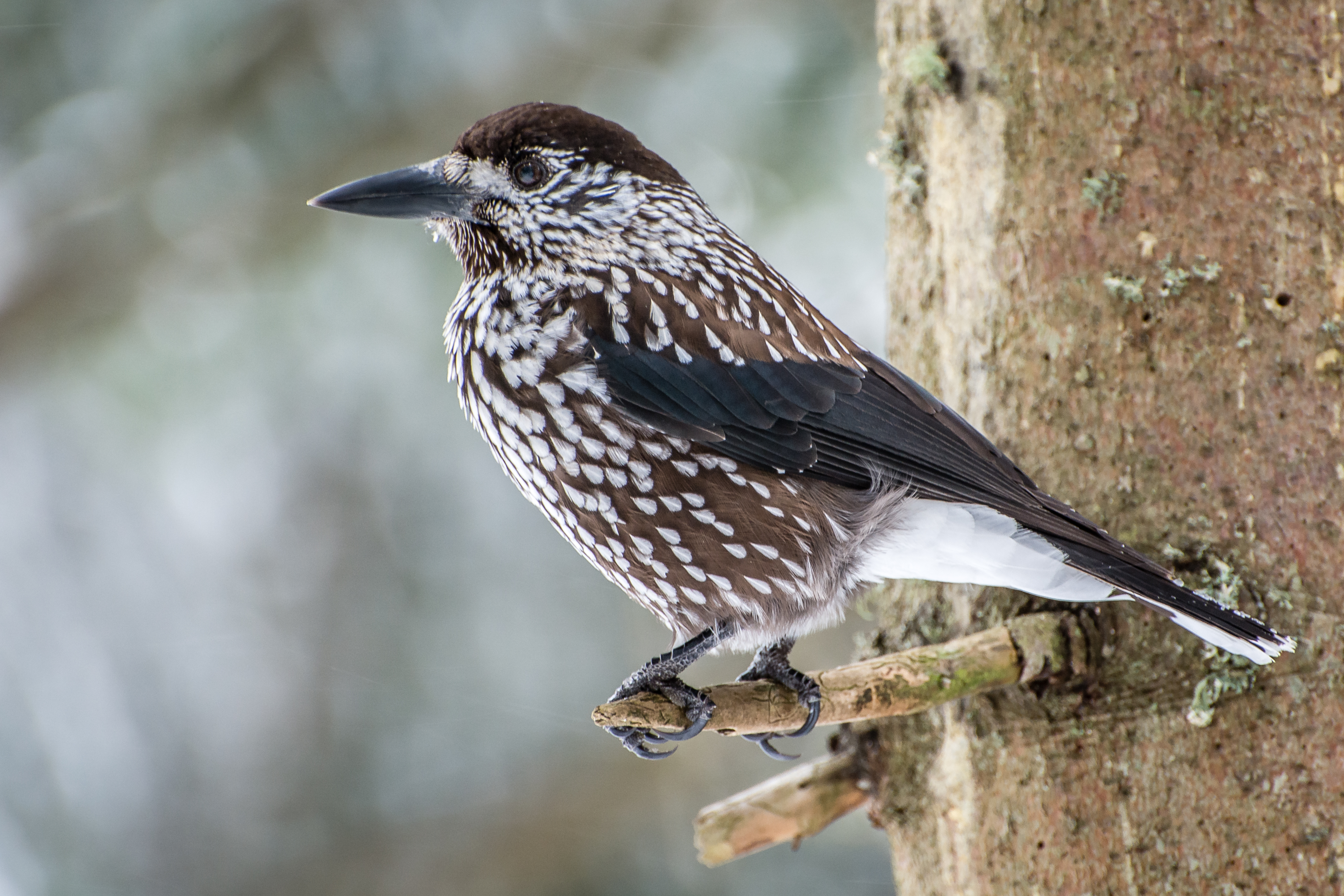
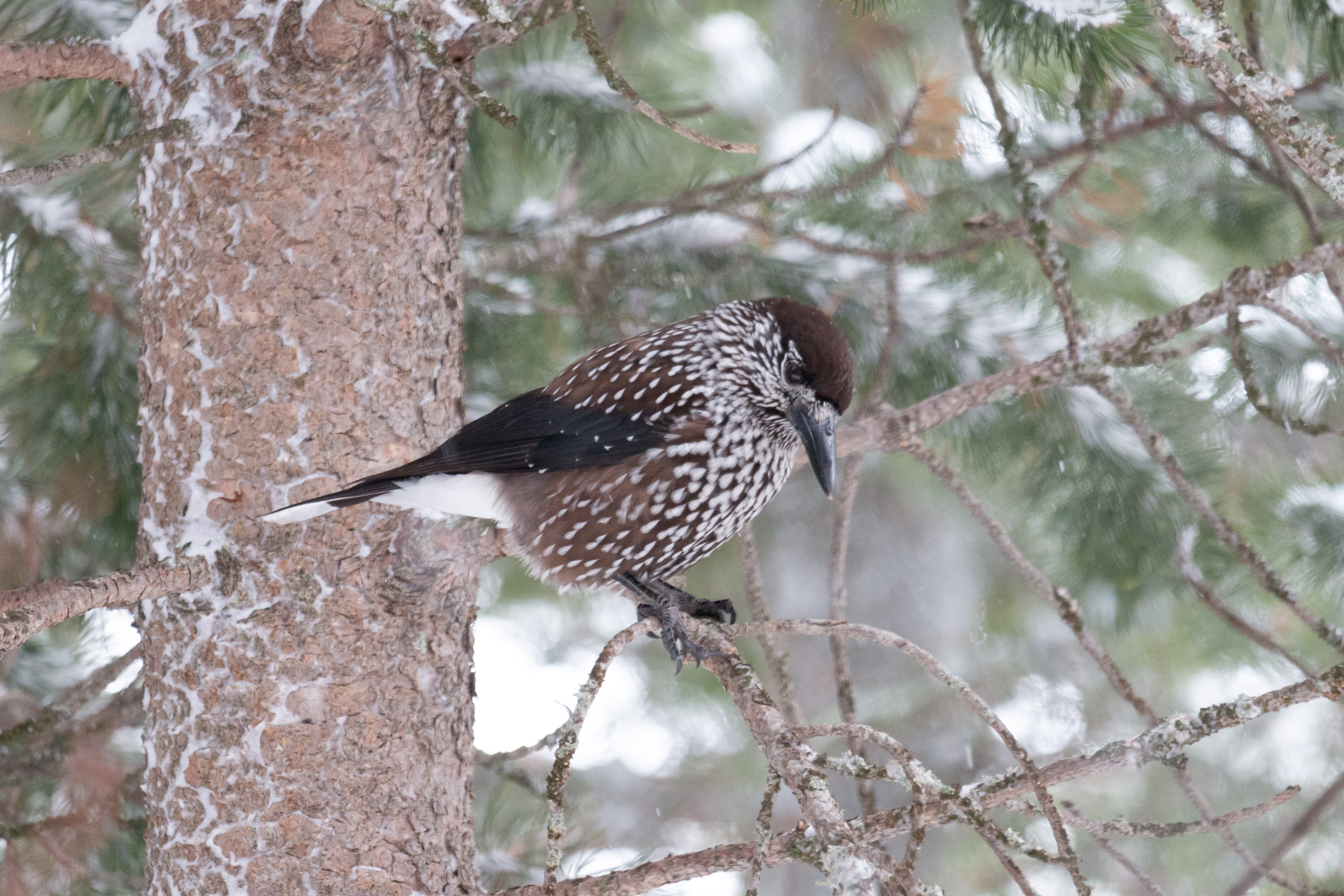

## Video
- Foeragerende notenkraker